# Ma come fa a far tutto?
(Tagline del film.)
Ma come fa a far tutto? (I Don't Know How She Does It) è un film del 2011 diretto da Douglas McGrath e con protagonisti Sarah Jessica Parker, Pierce Brosnan e Greg Kinnear. Il film si basa sull'omonimo romanzo di Allison Pearson.

## Trama
Kate Reddy è una donna di 35 anni che di giorno lavora per una ditta di gestione finanziaria con sede a Boston mentre di sera è la madre devota di due bambini e una moglie felicemente sposata con l'architetto disoccupato Richard. La sua è una vita dura e non senza sacrifici, ma grazie anche all'aiuto dell'amica Allison riesce a gestirla tranquillamente. Un giorno però a complicare le cose arriva Jack, nuovo cliente di Kate, che si rivela provocante verso la donna ed inoltre Richard riceve un'offerta di lavoro che non può rifiutare.

## Distribuzione
Il primo trailer ufficiale del film è stato distribuito a partire dal 26 maggio 2011, mentre il trailer italiano è arrivato il 13 luglio dello stesso anno.
Il film è uscito nelle sale statunitensi il 16 settembre 2011, mentre in Italia il 23 settembre.

## Accoglienza

### Incassi
A fronte di un budget di produzione di 24 milioni di dollari, il film incassò globalmente un totale di 30.551.495 dollari.

### Critica
Il film ha ricevuto una nomination durante i Razzie Awards 2011: Peggior attrice protagonista per Sarah Jessica Parker.